# Dario Damjanović
Dario Damjanović (* 23. Juli 1981 in Gradačac, Jugoslawien) ist ein bosnischer Fußballspieler.

## Karriere
Damjanović spielte in der Jugend beim bosnischen FK Borac Šamac und ging zwischenzeitlich auch einmal für ein halbes Jahr nach Serbien zum Belgrader Klub Radnički Obrenovac. Anfang 2001 wechselte er zum bosnischen Zweitligisten FK Modriča Maxima, mit dem er 2003 in die höchste Spielklasse des Landes aufstieg.
Im Jahr darauf verpflichtete ihn der kroatische Traditionsverein Hajduk Split, mit dem er in seinem ersten Jahr Landesmeister wurde. 81 Partien spielte der Mittelfeldspieler in dreieinhalb Jahren an der Adriaküste, dann folgte er einem Angebot aus der russischen ersten Liga und ging zu Lutsch-Energija Wladiwostok. Der Verein stand allerdings am Ende der Saison im Dezember 2008 auf einem Abstiegsplatz und hatte auch wirtschaftliche Probleme, so dass der Bosnier wieder abgegeben und vom deutschen Zweitligisten 1. FC Kaiserslautern unter Vertrag genommen wurde. Ende der Saison 2009/10 wurde ihm vom Verein mitgeteilt, dass er in den Kaderplanungen für die Saison 2010/11 keinen Platz habe. Daraufhin wechselte er aber nicht den Verein, sondern spielte ein Jahr in der zweiten Mannschaft der Pfälzer, sodass er am Ende der Saison vertragslos wurde.
Im August 2011 absolvierte Damjanović ein Probetraining beim FC Hansa Rostock, wurde jedoch nicht verpflichtet. Danach wechselte er für ein Jahr in die Premijer Liga zu NK Čelik Zenica.
Bereits als Jugendlicher spielte Dario Damjanović für die bosnische U-21-Auswahl. Ihm gelang auch der Sprung in die A-Mannschaft, in der er regelmäßig zum Einsatz kommt.

## Erfolge
- Serbischer Pokalsieger mit dem FK Jagodina 2013
- Kroatischer Meister mit Hajduk Split 2005
- Aufstieg in die bosnische Premijer Liga mit FK Modriča Maxima 2003